# Reading Egyptian Art : A Hieroglyphic Guide to Ancient Egyptian Painting and Sculpture
Reading Egyptian Art : A Hieroglyphic Guide to Ancient Egyptian Painting and Sculpture est un ouvrage d'initiation aux hiéroglyphes égyptiens écrit en 1992 par l'archéologue anglais Richard H. Wilkinson. L'ouvrage a été rédigé dans l'optique de considérer les hiéroglyphes dans le contexte de leur utilisation dans l'iconographie de la sculpture, des monuments, des reliefs, des reliefs de tombes, de la littérature, en particulier le corpus des versions du Livre des morts pour divers Égyptiens décédés, et dans d'autres domaines.
Le livre est organisé de manière séquentielle avec les vingt-six catégories de la liste de signes de Gardiner. Chaque entrée fait l'objet d'une description détaillée et d'une page en regard contenant un à six exemples graphiques ou photographiques expliquant l'utilisation des hiéroglyphes.

## Exemples de certaines catégories

### Hiéroglyphe de l'hippopotame
| E25 |

| E25 |

La photo représente une petite statuette, la peau de l'hippopotame étant recouverte de gros bourgeons de lotus alignés et de fleurs de lotus.

### Signe du suiveur
| T18 |

| T18 |

Ce signe montre la barque de Rê et l'iconographie principale du signe du suiveur, Rê en tant que dieu assis, et la rame de direction (le hiéroglyphe) à l'arrière.

### Poing du corpus de la palette au taureau
| D49 |

| D49 |

Le plus grand est un côté de la palette au taureau, du corpus de palettes cosmétiques de la période prédynastique, avec son iconographie de guerriers sur un champ, la « grande corde de la communauté », et cinq pour les dieux.